# Modelagem multidimensional
Modelagem multidimensional'  é a técnica de modelagem de banco de dados para o auxílio às consultas do Data Warehouse nas mais diferentes perspectivas. A visão multidimensional permite o uso mais intuitivo para o processamento analítico pelas ferramentas OLAP (On-line Analytical Processing).
Um dos tipos de modelagem multidimensional mais utilizado, é o Star Schema ou Esquema Estrela, desenvolvido por Ralph Kimball, um dos precursores do conceito de data warehouse.
Toda modelagem dimensional possuem dois elementos imprescindíveis: as  tabelas fato e as tabelas dimensão. Ambas são obrigatórias e possuem característica complementares dentro de um Data Warehouse. Onde, tabela fato é a tabela principal de uma modelagem multidimensional, sendo que sua característica principal é armazenar grande quantidade de dados históricos e altamente redundantes. Já a tabela dimensão é um tipo de tabela que auxilia a  tabela fato com dados complementares ou explicativos. Elas  possuem informações que não se repetem e que permitem caracterizer e complementar o conteúdo da tabela fato.
Um bom exemplo de dado guardados em tabela dimensão são atributos sobre produtos, funcionários e clientes em uma solução voltada para vendas.